# Пятница. 12
«Пятница. 12» — российский художественный фильм 2009 года режиссёра Владимира Зайкина.

## Сюжет
Пародийная комедия с элементами драмы.
Картина пародирует фильмы ужасов («Пятница, 13-е» и другие с похожими сюжетами). За маньяком-убийцей гонится полицейский. Этот убийца по прозвищу «Пятница» (Сергей Медведев) так запугал жителей городка, что к полуночи, началу пятницы, жители в панике спешат укрыться в своих жилищах. И только следователь Захаров (Никита Высоцкий), как одержимый, рыщет по городу в его поисках. В это время Лиза «Невинная жертва» спешит по пустому городу чтобы отдать кофемолку. В эту, неудачную для Пятницы, пятницу следователь настигает его. Он держит его у себя дома, рассчитывая утром сдать его органам правопорядка.

## В ролях
- Никита Высоцкий — следователь
- Сергей Медведев — Пятница
- Анна Слынько — Лиза (невинная жертва)
- Станислав Дужников — сержант
- Михаил Ефремов — полковник
- Елена Бирюкова — жена инспектора
- Бениха Эгути — красавица
- Олег Шибаев — Пятница в детстве
- Анатолий Завьялов — старшина
- Настя Смирнова — Лиза в детстве
- Александра Флоринская — девушка
- Евгения Бортникова — малолетка

## Съёмочная группа
- Автор сценария: Владимир Зайкин
- Режиссёр-постановщик: Владимир Зайкин
- Оператор-постановщик:  Дмитрий Мальцев
- Художник-постановщик: Екатерина Кожевникова
- Композитор: Андрей Богатырёв